# Lepanthes whittenii
Lepanthes whittenii är en orkidéart som beskrevs av Franco Pupulin och Bogarín. Lepanthes whittenii ingår i släktet Lepanthes och familjen orkidéer.
Artens utbredningsområde är Costa Rica. Inga underarter finns listade i Catalogue of Life.